# Karolina Konkolewska
Karolina Konkolewska, po mężu Hoppe (ur. 16 sierpnia 1980) – polska lekkoatletka, specjalizująca się w pchnięciu kulą, halowa mistrzyni Polski, reprezentantka Polski.

## Kariera sportowa
Była zawodniczką Zawiszy Bydgoszcz.
Na mistrzostwach Polski seniorek na otwartym stadionie zdobyła dwa brązowe medale w pchnięciu kulą – w 2000 i 2001. W halowych mistrzostwach Polski seniorek zdobyła trzy medale w pchnięciu kulą: złoty w 2002 i brązowe w 2000 i 2001.
Reprezentowała Polskę na młodzieżowych mistrzostwach Europy w 2001, gdzie w pchnięciu kulą odpadła w eliminacjach, z wynikiem 14,80.
Rekord życiowy w pchnięciu kulą: 16,38 (12.05.2001).